# Money, Money, Money
Money, Money, Money är en poplåt skriven av Benny Andersson och Björn Ulvaeus och släpptes 1 november 1976 som singel av den svenska popgruppen Abba, där Anni-Frid Lyngstad sjöng verserna. Den ligger på albumet Arrival, och släpptes strax efter gruppens globala framgång med Dancing Queen.

## Listplaceringar
På singellistorna placerade sig Money, Money, Money på första plats i Belgien, Frankrike, Nederländerna, Västtyskland, Mexiko, Nya Zeeland och Australien. Den blev gruppens sista singeletta i Australien. Den placerade sig även på tredje plats i Norge, Republiken Irland, Schweiz, Österrike och Storbritannien.
| Lista             | Position |
| ----------------- | -------- |
| Australien        | 1        |
| Belgien           | 1        |
| Nederländerna     | 1        |
| Frankrike         | 1        |
| Västtyskland      | 1        |
| Mexiko            | 1        |
| Nya Zeeland       | 1        |
| Republiken Irland | 2        |
| Norge             | 2        |
| Schweiz           | 2        |
| Österrike         | 3        |
| Storbritannien    | 3        |
| Finland           | 7        |
| Rhodesia          | 16       |
| USA               | 56       |

## Övrigt
Sången förekommer i Abba:s originalinspelning i den svenska långfilmen Göta kanal - eller vem drog ut proppen? från 1981, då den vid flera tillfällen spelas av kronofogden Peter Black (Magnus Härenstam).
1999 hade musikalen Mamma Mia! premiär i London där sången ingick i den första akten.